# Azera (protista)
Azera es un género de foraminífero bentónico considerado un sinónimo posterior de Nonion de la subfamilia Nonioninae, de la familia Nonionidae, de la superfamilia Nonionoidea, del suborden Rotaliina y del orden Rotaliida. Su especie tipo era Azera transversa. Su rango cronoestratigráfico abarcaba el Paleógeno.

## Clasificación
Azera incluía a la siguiente especie:
- Azera transversa †